# Стела Ћетковић
Стела Ћетковић (енгл. Stella Ćetković; Бања Лука, 8. октобар 1959) српска је филмска, телевизијска и позоришна глумица.

## Биографија
Име је добила по Стели Ковалски, лику који је у филму Трамвај звани жеља тумачила Ким Хантер 1951. године. Ћетковићева је рођена у Бањалуци где је живела са мајком Милицом и оцем Љубомиром до 1969. године а затим се преселили у Подгорицу (тада Титоград), где је завршила основну школу и гимназију. На позоришној сцени је први пут заиграла када је била у шестом разреду. Касније је примљена у аматерски драмски студио Будо Томовић, на истом конкурсу су примљени: Жарко Лаушевић, Марко Баћовић и Милутин Мима Караџић, с којима је играла у представама Марко Краљевић суперстар и Владимир Кућовић.
Глуму је дипломирала на Факултету драмских уметности у Београду. Стална је чланица Народног позоришта у Београду, у коме је почела да игра 1984. године да би због неслагања са управом 1995. године напустила позориште, а 2000. године се вратила на њихов позив.
Играла је више од хиљаду пута у представи Ђекна још није умрла, а ка' ће не знамо, а касније је сценарио за истоимену телевизијску серију написао Миодраг Караџић.

## Филмографија
| Год.       | Назив                              | Улога                |
| ---------- | ---------------------------------- | -------------------- |
| 1980.-те   |                                    |                      |
| 1981.      | Смрт пуковника Кузмановића         | Саша, ћерка Маријина |
| 1981.      | Седам секретара СКОЈ-а (ТВ серија) |                      |
| 1982.      | Гости у Гостиљу                    |                      |
| 1984.      | Ријанон                            |                      |
| 1984.      | Кћерка                             | Ана и Милена         |
| 1987.      | Заљубљени                          | Даница               |
| 1988.      | Пут на југ                         |                      |
| 1990.-те   |                                    |                      |
| 1992-1993. | Волим и ја неранџе... но трпим     | Совија               |
| 1995.      | Отворена врата                     | Удавача              |
| 2000.-те   |                                    |                      |
| 2003.      | Јагода у супермаркету              | Драга                |
| 2003.      | Турнеја                            | Учитељица            |
| 2009.      | Рањени орао (ТВ серија)            |                      |
| 2010.-те   |                                    |                      |
| 2011.      | Турнеја (ТВ серија)                | Учитељица            |
| 2011.      | Како су ме украли Немци            |                      |
| 2011.      | Локални вампир                     |                      |
| 2012.      | Најлепша је моја земља             |                      |
| 2013.      | Фалсификатор                       |                      |
| 2019.      | Дуг мору                           | Баба                 |

## Награде
Добитница је годишње награде Народног позоришта у Београду, за улогу Краљице Елизабете у представи Ричард III којом је постала првакиња Народног позоришта 1992. године.